# Jo In-hee
Jo In-hee (* 25. Februar 1989) ist eine südkoreanische Biathletin.
Jo In-hee startet für Jeollanamdo Sports Council betreibt Biathlon seit 1999 und wird von Shin Yong-seon trainiert. Zum Beginn der Saison 2005/06 gab die Athletin aus Gangwon-do in Obertilliach ihr Debüt im Biathlon-Europacup. Einsätze im Biathlon-Weltcup folgten sporadisch in der Saison 2006/07 und 2007/08. Ein erster Höhepunkt der Karriere Jos wurden die Biathlon-Weltmeisterschaften 2008 in Östersund, wo sie im Sprint eingesetzt wurde und auf den 89. Platz lief. Zudem erreichte sie mit Lee In-bok, Mun Ji-hee  und Park Byung-joo den 19. Platz im Mixed-Rennen. In der auf die Biathlon-Weltmeisterschaften 2009 im heimischen Pyeongchang ausgerichteten Saison 2008/09 erreichte die Südkoreanerin bei einem Sprintrennen in Oberhof als 76. ihr bis dahin bestes Resultat im Weltcup. Bei den Österreichischen Meisterschaften im Biathlon 2010 gewann sie in der Gästeklasse das im September 2009 ausgetragene Einzelrennen auf Skirollern. In Östersund erreichte sie in der Saison 2010/11 mit Platz 62 in einem Einzel ihr bislang bestes Resultat im Weltcup.

## Biathlon-Weltcup-Platzierungen
Die Tabelle zeigt alle Platzierungen (je nach Austragungsjahr einschließlich Olympische Spiele und Weltmeisterschaften).
- 1.–3. Platz: Anzahl der Podiumsplatzierungen
- Top 10: Anzahl der Platzierungen unter den ersten zehn (einschließlich Podium)
- Punkteränge: Anzahl der Platzierungen innerhalb der Punkteränge (einschließlich Podium und Top 10)
- Starts: Anzahl gelaufener Rennen in der jeweiligen Disziplin
- Staffel: inklusive Mixed- und Single-Mixed-Staffeln

| Platzierung                      | Einzel | Sprint | Verfolgung | Massenstart | Staffel | Gesamt |
| -------------------------------- | ------ | ------ | ---------- | ----------- | ------- | ------ |
| 1. Platz                         |        |        |            |             |         |        |
| 2. Platz                         |        |        |            |             |         |        |
| 3. Platz                         |        |        |            |             |         |        |
| Top 10                           |        |        |            |             |         |        |
| Punkteränge                      |        |        |            |             | 11      | 11     |
| Starts                           | 9      | 17     |            |             | 11      | 37     |
| Stand: nach der Saison 2009/2010 |        |        |            |             |         |        |